# Ariane 5-2
Ariane 5-2 (występuje również pod nazwą EPS – Etage à Propergols Stockable) – ostatni człon rakiet nośnych Ariane 5 G, G+, GS i ES.
Masa członu bez mocowania osłony aerodynamicznej i awioniki wynosi 1200 kg.